# 칠곡보
칠곡보(漆谷洑)는 경상북도 칠곡군 석적읍과 약목면 사이에 설치된 낙동강의 보이다. 2009년 10월 27일에 착공하여 2012년 6월 30일에 완공되었다.  용수의 확보나 하천의 수위 조절을 위해 건립하였으며 총사업비 3,372억 원이 투입되었다.
1. ↑  “칠곡보 - 디지털칠곡문화대전”. 2025년 5월 3일에 확인함.